# HD 171391
HD 171391，又名BD-11 4681，SAO 161632、HR 6970，是一颗恒星，视星等为5.14，位于銀經21.31，銀緯-1.4，其B1900.0坐标为赤經18h 29m 28.9s，赤緯-11° -1.4′ 19″。